# Shenandoah Valley AVA
Shenandoah Valley AVA (anerkannt seit dem 28. Dezember 1982) ist ein Weinbaugebiet in den US-Bundesstaaten Virginia und West Virginia. Das Gebiet erstreckt sich über das Tal Shenandoah Valley, das im Osten durch die Blue Ridge Mountains und im Westen durch die Appalachen und die Allegheny Mountains begrenzt wird. Der überwiegende Teil des Weinbaugebiets liegt auf dem Boden von Virginia, während der Anteil von West Virginia auf dem Eastern Panhandle genannten Teil liegt.
Aufgrund des kühlen Klimas gibt es einen bedeutenden Anteil von Hybridreben (z. B. Chambourcin,…) sowie autochthonen Abkömmlingen amerikanischer Wildreben.